# Dendropanax populifolius
Dendropanax populifolius är en araliaväxtart som först beskrevs av Élie Marchal, och fick sitt nu gällande namn av Albert Charles Smith. Dendropanax populifolius ingår i släktet Dendropanax och familjen Araliaceae. Inga underarter finns listade.